# Tom Pauling
Thomas (Tom) Pauling (ur. 13 grudnia 1946 w Sydney, zm. 23 listopada 2023) – australijski prawnik i działacz społeczny, w latach 2007-2011 pełnił urząd administratora Terytorium Północnego.
Jest absolwentem prawa na University of Sydney, w 1969 został przyjęty do adwokatury stanu Nowa Południowa Walia. Początkowo pracował w służbach prawnych władz stanowych. W 1970 przeniósł się do Darwin, gdzie założył własną praktykę. W latach 1998–2007 pełnił funkcję głównego radcy prawnego Terytorium. W listopadzie 2007 objął urząd administratora Terytorium, będący odpowiednikiem urzędu gubernatora w australijskich stanach. W 2011 jego kadencja dobiegła końca i zastąpiła go Sally Thomas.